# Apparato genitale femminile
L'apparato genitale femminile, negli organismi anfigonici è l'insieme degli organi e delle strutture che permettono la riproduzione e l'accoppiamento negli animali femminili.

## Anatomia comparata

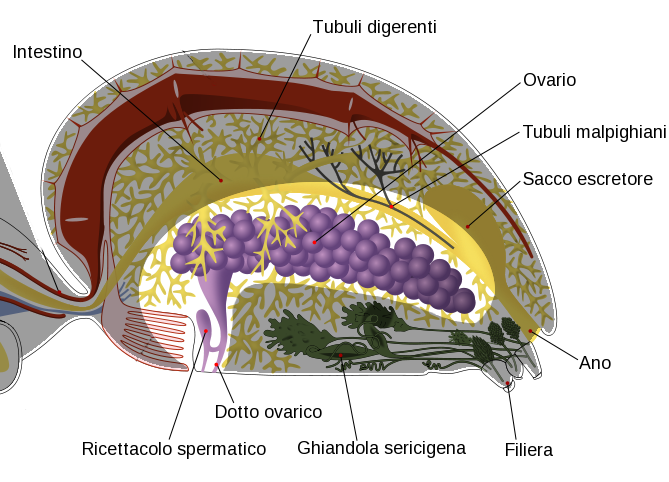
Vista in sezione dell'apparato genitale femminile di ragno

L'evidenza esteriore dell'apparato genitale femminile può assumere differenti aspetti anatomici, con l'orifizio posizionato presso l'apertura del sistema escretore, integrandosi con lo sbocco esterno del sistema escretore (apparato urogenitale), integrandosi anche con lo sbocco terminale del sistema digerente (cloaca), disgiungendosi completamente (esempio gonoporo nei crostacei ed altri artropodi), risultando coperto da strutture protettive, come l'epigino dei ragni o mancando totalmente di apertura esterna come negli organismi ad inseminazione traumatica, come alcuni emitteri eterotteri.
Nei mammiferi, i principali organi del sistema riproduttivo femminile includono i genitali esterni (vulva) e un certo numero di organi interni, tra cui le gonadi (ovaie) che producono i gameti. La maggior parte degli altri animali vertebrati ha sistemi riproduttivi simili, costituiti da gonadi, condotti e aperture. Tuttavia, vi è una grande diversità di adattamenti fisici e strategie riproduttive per ciascun gruppo.

## Anatomia umana
L'apparato genitale femminile è composto dai genitali interni e i genitali esterni.
Lo studio delle rispettive patologie associate rientra nel campo della ginecologia.

### Genitali interni

Vista schematica frontale

Gli organi riproduttivi interni femminili sono la vagina, l'utero, le tube di Falloppio e le ovaie.

#### Vagina
La vagina è un canale fibromuscolare (costituito da tessuto fibroso e muscolare) che collega l'esterno del corpo alla cervice dell'utero. Nell'ambito della gravidanza viene anche definito canale del parto. La vagina ospita il pene maschile durante i rapporti sessuali. Lo sperma, contenente spermatozoi, viene eiaculato dal maschio nella vagina, consentendo la fecondazione della cellula uovo (ovulo).  La vagina è la sede in cui si può prevenire meccanicamente o chimicamente la fecondazione, inserendo appositi sistemi, quali ad esempio il diaframma e la spirale intrauterina, che vanno a chiudere la bocca dell'utero e/o inibire la fecondazione.

#### Utero
L'utero è un organo impari, cavo, muscolare, a forma di pera rovesciata, ed è il principale organo riproduttivo femminile. Si trova tra il retto e la vescica. L'utero ha il compito di accogliere il feto durante la gestazione, fornendo protezione meccanica, supporto nutrizionale e rimozione dei rifiuti per l'embrione in via di sviluppo (da 1 a 8 settimane) e il feto (dalla nona settimana fino al parto). Inoltre, le contrazioni nella parete muscolare dell'utero sono importanti per spingere fuori il feto al momento della nascita.
La cavità dell'utero è distinta in tre parti: il corpo, in rapporto con la vescica; il collo o cervice e l'istmo.
L'utero è formato da tre tessuti diversi:
- tonaca esterna o perimetrio, rappresentata da peritoneo;
- tonaca muscolare o miometrio , composta da fasci di muscolatura liscia;
- mucosa uterina o endometrio, un epitelio cilindrico monostratificato.

#### Tube di falloppio
Le tube di Falloppio o salpingi, sono due condotti che collegano le ovaie all'utero. Quando l'ovulo raggiunge la maturità, il follicolo e la parete dell'ovaio si rompono, permettendo all'ovulo di fuoriuscire ed entrare nella tuba di Falloppio. Da qui l'ovulo viaggia verso l'utero, spinto dai movimenti delle ciglia presenti sul rivestimento interno dei canali. Questo viaggio può richiede delle ore o diversi giorni. Se l'ovulo viene fecondato mentre si trova nella tuba di Falloppio, si impianta nell'endometrio quando raggiunge l'utero.

#### Ovaie
Le ovaie sono organi pari, piccoli, situati sulle pareti laterali della piccola pelvi. Sono responsabili della produzione degli ovuli, e della secrezione di ormoni. Le ovaie sono formate da follicoli ovarici che hanno il compito di liberare le cellule uovo mature (ovuli): queste discendono nelle Tube di Falloppio dove avviene la fecondazione (se l'ambiente è favorevole e sono presenti spermatozoi attivi). Se l'uovo non viene fecondato entro 24 ore, viene eliminato tramite la mestruazione, se invece viene fecondato, l'ovulo discende nell'utero dove si forma lo zigote.

### Genitali esterni

Anatomia della vulva, dall'alto (pube) al basso (orifizio vaginale):
— Pube - Monte di Venere
— Prepuzio clitorideo
— Glande clitorideo
— Grandi labbra
— Piccole labbra
— Orifizio uretrale
— Imene
— Orifizio vaginale
— Perineo
— Ano

#### Vulva
La vulva è la terminazione e l'apertura esterna degli organi genitali femminili, situata nella parte anteriore del perineo, al centro di un complesso di formazioni cutanee di protezione, concentriche l'una all'altra, la più interna delle quali delimita una piccola cavità, detta vestibolo della vagina, nella quale si apre il canale vaginale. All'interno di queste formazioni cutanee, si trova anche il trigono urogenitale, nel quale si apre il canale urogenitale, per mezzo dell'orifizio uretrale, sbocco esterno dell'apparato urinario; mentre sul contorno si trovano i corpi erettili della donna e due organi ghiandolari.
In senso verticale, la vulva è costituita da:
- monte di Venere;
- prepuzio clitorideo;
- clitoride;
- grandi labbra;
- piccole labbra;
- orifizio uretrale;
- imene;
- orifizio vaginale.

### Funzioni
L'apparato genitale femminile ha funzioni sia riproduttive che endocrine:
- funzione riproduttiva: produce gameti femminili;
- funzione endocrina: produce ormoni femminili, quali gli estrogeni e i progestinici.

### Evoluzione embrionale e fetale
Maschi e femmine evolvono da un essere comune asessuato/ermafrodita dotato di genitali esterni di tipo femminile con un relativamente ampio clitoride. Nel maschio le labbra minori e quelle maggiori si fondono per formare lo scroto. Il vestibolo del clitoride si allunga e forma il pene. Nella donna la crescita delle piccole labbra e grandi labbra è molto superiore all'evoluzione del clitoride, che rimane di dimensioni ridotte.
- Nel corpo dell'embrione e del feto, si trovano 4 condotti con forma di tubicini molto esili, chiamati con l'eponimo dei loro divulgatori: due dotti di Müller e due di Wolff.
- Nel maschio i condotti di Wolff si sviluppano fino a formare i condotti eiaculatori, l'epididimo, i canali deferenti e la prostata. Gli abbozzi dei testicoli all'inizio si trovano molto più in alto, ai lati della vescica, sopra l'inguine (più o meno dove si trovano le ovaie nella donna), ghiandole gonadiche che nell'infanzia scenderanno nel canale inguinale (protette dal sacco costituito dal muscolo cremastere) e accompagnate dal funicolo spermatico per essere già presenti nello scroto (a 10 anni) prima dell'inizio della pubertà (11-12 anni).
- Nella donna, mentre i condotti di Wolff si atrofizzano, i condotti di Müller si fondono lungo un asse che formerà per 1/3 la vagina, per un altro terzo l'utero e per l'altro terzo rimarranno simili agli originali dotti di Müller formando le tube di Falloppio. Nelle fasi iniziali dell'embrione esiste soltanto l'ano, la vagina si trova all'interno dell'addome, dietro la vescica, ma lentamente si avvicina all'inguine per operarvi una scissura e diventare una cavità solo parzialmente aperta all'esterno, rimanendo una membrana più o meno sottile e cribrosa costituita dall'imene.
- Le tube di Falloppio non entrano in contatto con l'ovaio se non durante l'ovulazione, quando si approssimano ad esso per indurre l'ovulazione.
- Alla nascita tutte le strutture principali sono presenti, variano soltanto in dimensioni, spessore e trofismo della mucosa, in base al tipo di ormone attivo in quel momento.